# 케빈 J. 오코너
케빈 J. 오코너(Kevin J. O'Connor, 1963년 11월 15일 ~ )는 미국의 배우이다.

## 출연 작품

### 영화
- 아미스타드 - 선교사 역
- 러브 버그(영어판)
- 미이라
- 칠 팩터 - 텔스타 역
- 반 헬싱 - 이고르 역
- 마스터 클랜즈 - 프레드릭 역
- 위도우즈
- 캡티브 스테이트 - 커머드 역

### 드라마
- 11/22/63 (hulu)